# Епархия Эврё
Епархия Эврё (лат. Dioecesis Ebroicensis, фр. Diocèse d'Évreux) — епархия в составе архиепархии-митрополии Руана Римско-католической церкви во Франции. В настоящее время епархией управляет епископ Кристиан Филипп Пьер Робер Нуришар. Почётный епископ — Жак Луи Антуан Мари Дави.
Клир епархии включает 105 священников (89 епархиальных и 16 монашествующих), 24 диакона, 22 монаха, 316 монахинь.
Адрес епархии: B.P. 165, 4 bis Boulevard Jules-Janin, 27001 Évreux CEDEX, France.

## Территория
В юрисдикцию епархии входит 37 прихода в департаменте Эр.
Все приходы объединены в 7 деканатов.
Кафедра епископа находится в городе Эврё в церкви Нотр Дам д’Эврё.

## История
Кафедра Эврё была основана в начале V века.
По преданию, первым епископом Эврё был святой Торен (Таурин), живший в конце IV — начале V века. Первое документальное свидетельство об епархии Эврё относится к 511 году и содержится в документах поместного собора, прошедшего в Орлеане в том же году. Под постановлениями этого собора стоит подпись и Морузиуса, епископа Эврё.
В конце VI века над могилой святого Таурина была построена первая церковь, ставшая затем бенедиктинским аббатством святого Таурина.
В средние века на территории епархии были основаны известные аббатства Нотр Дам де Лестре, Лир и Конш, завершившие процесс христианизации области.
В 1667 году епископ Анри Кошон де Мопа дю Тур основал епархиальную семинарию.
После конкордата 1801 года буллой Qui Christi Domini Папы Пия VII от 29 ноября 1801 года в состав епархии Эврё вошла часть территории упраздненной епархии Лизье и части территорий архиепархии Руана и епархии Се.

## Ординарии епархии
- святой Таурин (412);
- святой Максим (411—440);
- святой Гауд I[фр.] (440 — 31.01.491);
- Маврусий (упоминается в 511);
- Лициний (537—549);
- Ферроцинт (557—573);
- Виатор (VI век);
- святой Лаудульф[фр.] (585);
- Эрминульф (упоминается в 614/615);
- Деодат (619—640);
- святой Гауд II (648);
- Рагнерик (упоминается в 650);
- Концесс (658 — 666);
- святой Этерн[фр.] (670);
- святой Аквилин (673 — 19.10.695);
- Дезидерий (695);
- Стефан (752);
- Маврин (765—775);
- святой Гервольд (775—786);
- Уэн (VIII/IX век);
- Иосиф (833—846);
- Гунтберт (847—863);
- Гильдуин (864—870);
- Себарий (870—892);
- Сердегарий (892—912);
- Гуго I (920—943);
- Гунхард (943—969);
- Жерар (988—1006);
- Жильбер I (1012—1014);
- Гуго II (1015 — 20.04.1046);
- Гильом Флетель (1046 — 11.02.1066);
- Бодуэн (1066 — 23.12.1070);
- Жильбер II Фиц-Осберн (1071 — 29.08.1112);
- Оден де Байё (1113 — 02.07.1139);
- Ротру де Уорик (или де Бомон-Ле-Роже) (1139—1165) — назначен архиепископом Руана;
- Жиль I дю Перш (1170 — 08./09.09.1179);
- Жан I (1180 — 01.06.1192);
- Герен де Сьере (1193 — 14./15.08.1201);
- Робер I де Руа (1201—1203);
- Люк (16.02.1203 — 30.01.1220);
- Рауль I де Сьерре (1220 — 18.03.1223);
- Ришар де Бельвю (17.07.1223 — 04.04.1236);
- Рауль II де Сьерре (02.06.1236 — 18.01.1243);
- Жан II де Ла Кур д’Обержанвиль (26.02.1244 — 01.06.1256);
- Рауль де Гроспарми (19.10.1259 — 1263);
- Рауль IV де Шеври (29.07.1263 — 29.09.1269);
- Филипп де Шаурс (1270 — 21.08.1281);
- Николя д’Отёй (26.10.1281 — 17.05.1298);
- Жоффруа I де Бар (1298 — 18.04.1299);
- Матьё дез Эссар (08.08.1299 — 01.10.1310);
- Жоффруа II дю Плесси (22.01.1311 — 13.11.1327);
- Адан де л’Иль (11.01.1328 — 24.03.1328) — избранный епископ;
- Жан III дю Пра (11.04.1328 — 1333);
- Гильом II дез Эссар (30.07.1333 — 17.10.1334);
- Венсан дез Эссар (12.10.1334 — 1335);
- Жоффруа III де Фаэ (01.04.1335 — 15.04.1340);
- Робер II де Брюкур (20.10.1340 — 24.01.1375);
- Гильом III д’Эстутвиль (07.02.1375 — 12.11.1376) — назначен епископом Осера;
- Бернар де Карити (12.11.1376 — 1383);
- Филипп Де Мулен (07.10.1383 — 02.12.1388) — назначен епископом Нойона;
- Гильом IV де Валло (02.12.1388 — 23.04.1400);
- Гильом V де Кантье (1400 — 12.06.1418);
- Поль Капраника (14.02.1420 — 16.06.1427) — назначен архиепископом Беневенто;
- Марсьяль Формье (16.06.1427 — 13.08.1439);
- Паскье де Во (25.10.1439 — 28.01.1443) — назначен епископом Лизье;
- Пьер I де Треньяк де Комборн (28.01.1443 — 1463) — назначен епископом Сен-Пон-де-Томье;
- Гильом VI де Флок (07.01.1464- 25.11.1464);
- Жан Ла Балю (20.05.1465 — 07.07.1467) — назначен епископом Анжера;
- Антуан Балю (05.06.1467 — 30.10.1467) — назначен епископом Сен-Пон-де-Томье;
- Итье Дюранди (30.10.1467 — 1470);
- Пьер II Тюрпен де Криссе (11.03.1470 — 1473);
- Жан V Эберж (17.11.1473 — 28.08.1479);
- Гильом VII де Клюни (01.10.1479 — 26.10.1479) — назначен епископом Пуатье;
- Рауль V дю Фу (22.11.1479 — 02.02.1511);
- Амбруаз Ле Венёр де Тильер (1511 — 23.09.1531);
- Габриель Ле Венёр де Тильер (06.09.1531 — 15.05.1574);
- Клод де Сенкт (17.11.1574 — 1591) — августинец;;
- Жак I Дави Дю Перрон (11.12.1592 — 09.10.1606) — назначен архиепископом Санса;
- Гильом VIII де Перикар (04.07.1608 — 26.11.1613);
- Франсуа I де Перикар (26.11.1613 — 21.07.1646);
- Жак II Ле Ноэль Дю Перрон (24.08.1646 — 17.02.1649);
- Жиль II Буто (17.04.1649 — 11.03.1661);
- Джузеппе Зонго Ондедеи (1661);
- Анри Кошон де Мопа дю Тур (31.03.1664 — 12.08.1680);
- Луи Жозеф Адемар де Монтей де Гриньян (28.04.1681 — 22.09.1681) — назначен епископом Каркассона;
- Жак III Потье де Новьон (16.02.1682 — 14.10.1709);
- Арман-Гастон Сюбле д’Эдикур (1709);
- Жан VI Ле Норман (10.11.1710 — 07.05.1733);
- Пьер-Жюль-Сезар де Рошешуар-Монтиньи (15.02.1734 — 21.09.1753) — назначен епископом Байё;
- Артюр-Ришар Дийон (26.09.1753 — 18.07.1758) — назначен архиепископом Тулузы;
- Леопольд-Шарль Шуазёль де Стенвиль (02.10.1758 — 30.04.1759) — назначен архиепископом Альби;
- Луи-Альбер де Лезе-Марнезья (24.09.1759 — 14.01.1774);
- Франсуа II де Нарбонн-Лара (18.04.1774 — 12.11.1792);
  - Робер Тома Ленде (1791—1793) — антиепископ;
  - Sede vacante (1792—1802);
- Жан-Батист Бурлье (09.04.1802 — 30.10.1821);
- Шарль-Луи Сальмон дю Шателье (26.12.1821 — 08.04.1841);
- Николя-Теодор Оливье (18.04.1841 — 21.10.1854);
- Анри-Мари-Гастон де Буанорман де Боншоз (01.11.1854 — 20.02.1858) — назначен архиепископом Руана;
- Жан-Себастьен-Адольф Девуку (25.02.1858 — 02.05.1870);
- Франсуа III Гролло (17.05.1870 — 03.04.1890);
- Франсуа IV Отен (03.06.1890 — 14.06.1893) — назначен архиепископом Шамбери;
- Луи-Франсуа Сюэр (29.01.1894 — 30.05.1896) — назначен архиепископом Авиньона;
- Мари-Симон-Анри Колон (30.05.1896 — 09.02.1898);
- Филипп Мёнье (22.03.1898 — 11.01.1913);
- Луи-Жан Дешелет (07.02.1913 — 11.04.1920);
- Константен-Мари-Жозеф Шовен (30.07.1920 — 17.03.1930);
- Альфонс-Поль-Дезире Годрон (02.08.1930 — 24.03.1964);
- Антони Кайо (24.03.1964 — 12.04.1972);
- Жан Марсель Оноре (24.10.1972 — 13.08.1981) — назначен архиепископом Тура;
- Жан-Жак-Эдмон-Жорж Гайо (05.05.1982 — 13.01.1995) — назначен титулярным епископом Партении;
- Жак-Луи-Антуан-Мари Дави (02.02.1996 — 28.01.2006);
- Кристиан Филипп Пьер Робер Нурришар (с 28 января 2006 года — по настоящее время).

## Статистика
На конец 2006 года из 550 000 человек, проживающих на территории епархии, католиками являлись 396 600 человек, что соответствует 72,1 % от общего числа населения епархии.
| год  | население | население | население | священники | священники        | священники         | священники                           | постоянные диаконы | монахи  | монахи  | приходы |
| год  | католики  | всего     | %         | всего      | белое духовенство | черное духовенство | число католиков на одного священника | постоянные диаконы | мужчины | женщины | приходы |
| ---- | --------- | --------- | --------- | ---------- | ----------------- | ------------------ | ------------------------------------ | ------------------ | ------- | ------- | ------- |
| 1950 | 303.000   | 315.702   | 96,0      | 345        | 312               | 33                 | 878                                  |                    | 20      | 500     | 582     |
| 1970 | 330.000   | 381.170   | 86,6      | 326        | 289               | 37                 | 1.012                                |                    | 61      | 586     | 583     |
| 1980 | 355.000   | 428.500   | 82,8      | 240        | 219               | 21                 | 1.479                                | 1                  | 21      | 502     | 583     |
| 1990 | 367.000   | 499.000   | 73,5      | 176        | 156               | 20                 | 2.085                                | 7                  | 24      | 380     | 583     |
| 1999 | 391.000   | 540.840   | 72,3      | 136        | 112               | 24                 | 2.875                                | 23                 | 30      | 316     | 135     |
| 2000 | 397.600   | 550.000   | 72,3      | 137        | 114               | 23                 | 2.902                                | 24                 | 29      | 316     | 70      |
| 2001 | 382.000   | 530.000   | 72,1      | 140        | 114               | 26                 | 2.728                                | 21                 | 32      | 316     | 63      |
| 2003 | 390.000   | 541.000   | 72,1      | 123        | 100               | 23                 | 3.170                                | 22                 | 29      | 316     | 41      |
| 2004 | 390.000   | 541.000   | 72,1      | 118        | 99                | 19                 | 3.305                                | 22                 | 25      | 316     | 41      |
| 2006 | 396.600   | 550.000   | 72,1      | 105        | 89                | 16                 | 3.777                                | 24                 | 22      | 316     | 37      |